# Gustav Heinrich Mylius (Rechtswissenschaftler)
Gustav Heinrich Mylius, latinisiert Gustavus Henricus Mylius (* 21. Oktober 1684 in Leipzig; † 1765 ebenda), war ein deutscher Rechtswissenschaftler und Rittergutsbesitzer.

## Leben
Er war der Sohn von Johann Heinrich Mylius d. Ä. (1659–1722), der königlich-polnischer und kurfürstlich-sächsischer Appellationsrat und Senior des Schöppenstuhls in Leipzig und Assessor des Juristenfakultät der Universität Leipzig war und dessen Ehefrau Maria Magdalena geb. Horn. Nach dem Tod des Vaters 1722 erbte er gemeinsam mit seinem Bruder Adolph Heinrich Mylius die väterlichen Besitzungen, von denen er seinen Anteil an den Getreidepächten bei Landsberg 1726 heimlich an die Familie seiner Ehefrau veräußerte.
Ab 1702 besuchte Gustav Heinrich Mylius die Juristenfakultät der Universität Halle-Wittenberg. Danach ging er an die Universität Utrecht. Im Jahre 1707 promovierte er zum Dr. jur. an der Universität Leipzig. 1712 wurde er außerordentlicher Advokat am Hofgericht und am Konsistorium Leipzig. 1725 erhielt er einen Sitz an der dortigen Juristenfakultät. Er verfasste zu diesem Zeitpunkt gemeinsam mit Heinrich August Erdmann die Arbeit De Poena Inficiationis, Occasione Dispositionis In Ordin. Proc. Sax. Recogn. Ad Tit. XVI., Von der Litis Contestation § II. Et III.
Der Herzog von Sachsen-Weißenfels verlieh ihm in seinem Herzogtum den Titel eines Hofrates.
Von den väterlichen Besitzungen übernahm er das bei Leipzig gelegene Rittergut Möckern.

## Werke
Er hinterließ zahlreiche juristische Veröffentlichungen und Abhandlungen, die meist in lateinischer Sprache niedergeschrieben sind.
Zu seinen Hauptwerken zählt Pro-cancellarius Gustavus Henricus Mylius ictus solemnia inauguralia candidati nobilissimi Caroli Ludovici Stieglitzii von 1752.

## Familie
Aus seiner Ehe mit Maria Regina geborene Küfner ging u. a. der gleichnamige Sohn Gustav Heinrich Mylius hervor, der 1734 in Leipzig mit der Dissertation Dissertatio iuridica De iure narium et poena amputationis ac scapellationis nasi promovierte. Johann Heinrich Mylius der Jüngere trat als Rechtswissenschaftler in die Fußstapfen seines Vaters.